# Арпино-Квадреле (Рим)
Арпино-Квадреле је насеље у Италији у округу Рим, региону Лацио.
Према процени из 2011. у насељу је живело 71 становника. Насеље се налази на надморској висини од 365 м.